# Axel Th. Simon
Axel Theobald Simon (* 11. August 1943 in Bitburg; † 25. April 2018) war ein deutscher Unternehmer und Brauer. Er war Präsident der Versuchs- und Lehranstalt für Brauerei in Berlin von 1989 bis 2014 und seit 2004 Chef der Bitburger Holding.

## Leben
Simon war ein Urur-Enkel von Theobald Simon. Er wuchs als Sohn von Josef Bertrand (Bert) Simon (1913–1970) auf, eines Miteigentümers der Bitburger Brauerei, und dessen Ehefrau Genia, geborene Rauter.
Nach dem Volksschulbesuch von 1950 bis 1954 war er bis 1960 am Neusprachlichen Gymnasium Bitburg und von 1960 bis 1964 am Institut Montana auf dem Zugerberg. Nach dem Erwerb der Kantonalen Maturität war er ein Jahr lang Praktikant im Mälzerei-, Brauerei- und Hopfenanbaubetrieb Otto Höfter & Söhne in Neuhausen bei Mainburg in Niederbayern.
Von 1965 bis 1969 studierte er an der Fakultät für Landbau der TU Berlin Brauereitechnologie und erwarb den Titel Diplom-Ingenieur. Danach machte er ein Jahr lang ein Praktikum bei Verhülsdonk & Partner, einer Wirtschaftsprüfungs- und Steuerberatungsgesellschaft in Köln. Von 1970 bis 1972 absolvierte er ein Aufbaustudium in Arbeits- und Wirtschaftswissenschaften an der TU München und erwarb den Titel Diplom-Wirtschaftsingenieur.
Am 1. Juni 1972 begann er seine Tätigkeit bei der Bitburger Brauerei Th. Simon GmbH in seiner Heimatstadt. Gemeinsam mit seinen angeheirateten Vettern Michael Dietzsch und Tomasz Niewodniczański übernahm er 1975 die Geschäftsführung der Bitburger Brauerei; als Nachfolger seines Onkels Hanns Simon wurde er Geschäftsführer für das Ressort Technik und Umwelt. 2007 übergab er diese Aufgabe an Jan Niewodniczański, Sohn seiner Base Marie-Luise Niewodniczańska (* 1938).
1984 verteidigte er erfolgreich seine Dissertation Technologische und wirtschaftliche Beurteilung moderner Würzekochverfahren unter besonderer Berücksichtigung der diskontinuierlichen Druckkochung. am Fachbereich 13 „Lebensmitteltechnologie und Biotechnologie“ der TU Berlin bei Friedrich Meuser, Karl Wackerbauer und Heinz Petersen. Die Erkenntnisse aus diesem Forschungsprojekt wurden in innovativen Brautechnologien der Bitburger Brauereien erprobt und sorgen für einen deutlich geringeren Energieverbrauch.
Simon war verheiratet; er hinterließ drei Töchter und sieben Enkelkinder.

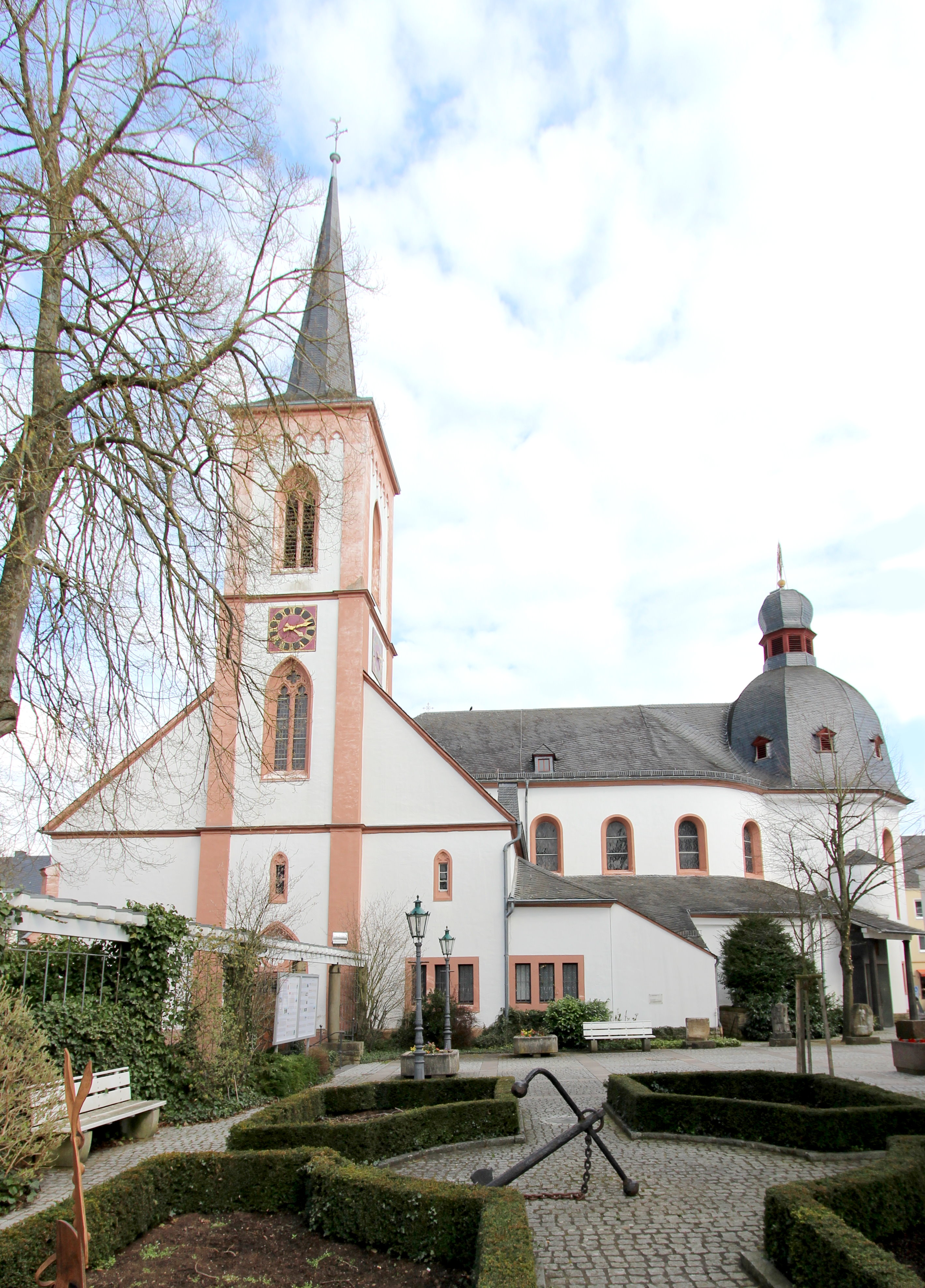
Pfarrkirche Liebfrauen

Das Sterbeamt für Simon fand am 5. Mai 2018 in der Pfarrkirche Liebfrauen zu Bitburg statt.

## Ehrenämter
- Mitglied des Vorstands der Zukunftsinitiative Rheinland-Pfalz (ZIRP)
- Vizepräsident der IHK Trier
- Mitglied des Vorstands der Vereinigung Trierer Unternehmer
- Stellvertretender Vorsitzender der Fördergemeinschaft Braugerste Rheinland-Pfalz
- Vorsitzender der Vertreterversammlung der AOK Bitburg-Prüm
- Vorsitzender des Aufsichtsrates der Volksbank Bitburg
- Mitglied im Stadtrat der Stadt Bitburg von 1994 bis 2004
- Mitglied des Werksausschusses der Stadtwerke Bitburg und der Verbandsversammlung des Zweckverbandes Flugplatz Bitburg
- Vorsitzender des Tennisclubs Bitburg
- Gründungspräsident des Golf Club Bitburg
- Vice President der European Brewery Convention (EBC)
- Vorstands- und Präsidiumsmitglied des Deutschen Brauer-Bundes
- stellvertretender Vorstand des Brauerbundes Hessen/Rheinland-Pfalz

## Auszeichnungen
- 2004: Bundesverdienstkreuz am Bande
- 2007: Wirtschaftsmedaille des Landes Rheinland-Pfalz
- 2013: Ehrenplakette „maximi honoris causa“ für langjähriges Engagement der Stadt Bitburg[4]
- 2014: Ehrenpräsident der VLB[5]
- Am 16. Oktober 2017 wurde die im Neubau der VLB eingerichtete Bibliothek als Axel-Simon-Bibliothek eingeweiht[6]